# أبجدية بربرية قديمة
الأبجدية البربرية القديمة أو الأبجدية الليبية البربرية هو نظام كتابة مبنية على نظام أبجد، يرجح البعض أنها مشتقة من البونيقية مع بعض التأثير من العربية الشمالية القديمة والعربية الجنوبية القديمة، تدل النقوش المبكرة والتي هي معروفة التواريخ إلى وقت ما خلال القرن 2 قبل الميلاد، على الرغم من إنها قد تكون أقدم من ذلك بستة أو سبعة مائة سنة، استخدمت حتى القرن الثالث ميلادي أو في وقت لاحق.